# A Day in Black and White
A Day in Black and White – amerykański zespół z Waszyngtonu, założony w 2001. Do tej pory wydał dwie płyty oraz kilka splitów. Muzyka zespołu bywa określana jako post punk, post hardcore, rock awangardowy/indie rock, a nawet post-emo. Brzmienie jest porównywane do takich zespołów jak Sonic Youth czy Fugazi. Grupa obecnie należy do Level Plane Records.

## Członkowie
- Daniel Morse – wokal, gitara
- Aaron Leitko – gitara
- Mike Petillo – gitara basowa
- Ian Thompson – perkusja

## Dyskografia
- split 7” z Silent Reminder (Magna Carta, 2003)
- split CD/LP z Black Castle (State of Mind Recordings – CD / Delian League Records – LP, 2004)
- My Heroes Have Always Killed Cowboys CD/LP (Level Plane, 2004)
- split 7” z Golden Birds (Paranoid Records, 2005)
- split 10” z Navies (Level Plane, 2005)
- Notes CD/LP (Level Plane, 2005)